# Lorenzo De Vitto
Lorenzo De Vitto (Sant'Angelo dei Lombardi, 13 ottobre 1925 – Avellino, 27 aprile 1994) è stato un politico italiano, esponente della Democrazia Cristiana, parlamentare europeo del Partito Popolare Europeo, consigliere e assessore regionale della Campania.

## Biografia
Avvocato penalista, entra in politica negli anni '50. Nel 1970 viene eletto per la prima volta al Consiglio regionale della Campania, appena costituito, assumendo il ruolo di presidente della Commissione Lavori Pubblici-Urbanistica-Trasporti.
Nel 1975 assume l'incarico di segretario regionale della Democrazia Cristiana e viene rieletto al Consiglio regionale. In seguito viene nominato assessore regionale alla Pubblica Istruzione, rendendosi fautore di numerose leggi regionali sul diritto allo studio e all'assistenza scolastica.
Nel 1980, con quasi 30.000 preferenze nel collegio irpino, è nuovamente eletto al Consiglio regionale,risultando in percentuale uno dei primi eletti in Italia. Questi anni sono caratterizzati da un forte e impegno per la ricostruzione e lo sviluppo delle zone colpite dal sisma del 1980, che ebbe quale epicentro il suo paese natio, Sant'Angelo dei Lombardi.
Nel 1985, per la quarta volta consecutiva, viene rieletto al Consiglio regionale, risultando l'unico consigliere rimasto in carica fin dal primo giorno di costituzione dell'ente. Assume così l'incarico di assessore alla Formazione professionale, alla ricerca scientifica e all'assistenza.
Nella Democrazia Cristiana è stato a lungo l'incarico di consigliere nazionale, divenendone uno degli esponenti più in vista in Campania.
Alle elezioni del 1989 viene eletto al Parlamento europeo, dove poi viene nominato vicepresidente della Commissione affari sociali e lavoro, nonché di delegato per le relazioni con il Canada e con la Cina. Mantiene la carica fino alla morte, sopraggiunta il 27 aprile 1994, all'età di 68 anni.
Il 5 marzo 1999, per la sua carriera politica, gli viene consegnata postuma la medaglia Schuman, riconoscimento del Partito Popolare Europeo che «rende omaggio alle personalità pubbliche che hanno fatto progredire la causa della pace, della costruzione europea e dei valori umani attraverso le loro attività pubbliche e il loro impegno personale», conferita tra gli altri anche a Giovanni Paolo II, Giulio Andreotti, Flaminio Piccoli, Mario Monti, José María Aznar, Angela Merkel e José Manuel Barroso.
Nel 2010 il Comune di Avellino ha intitolato alla sua memoria la strada che conduce alla nuova "Città ospedaliera", avendo quest'ultimo ricoperto l'incarico di presidente dell'ente ospedaliero nel 1969, quando fu inaugurato il precedente Ospedale S. G. Moscati.